# Black Reel Awards 2018
18. ročník předávání cen Black Reel Awards se konal dne 16. února 2018. Nominace byly oznámeny dne 11. prosince 2018.

## Vítězové a nominovaní

### Nejlepší film
Uteč
- Detroit
- Girls Trip
- Marshall
- Mudbound

### Nejlepší režisér
Jordan Peele – Uteč
- Reginald Hudlin – Mashall
- Malcolm D. Lee – Girls Trip
- Margaret Betts – Novitiate
- Dee Rees – Mudbound

### Nejlepší scénář
Jordan Peele – Uteč
- Christine T. Berg a Gerard McMurray – Burning Sands
- Tracy Oliver a Kenya Barris – Girls Trip
- Dee Rees a Virgil Williams – Mudbound
- Margaret Betts – Novitiate

### Nejlepší herec v hlavní roli
Daniel Kaluuya – Uteč
- Chadwick Boseman – Marshall
- Algee Smith – Detroit
- Denzel Washington – Roman J. Israel, Esq.
- Lakeith Stanfield – Crown Heights

### Nejlepší herečka v hlavní roli
Natalie Paul – Crown Heights
- Carmen Ejogo – Přicházejí v noci
- Simone Baker – Gook
- Jessica Williams – The Incredible Jessica James
- Amandla Stenberg – Všechno úplně všechno

### Nejlepší herec ve vedlejší roli
Jason Mitchell – Mudbound
- Idris Elba – Velká hra
- Laurence Fishburne – Poslední mise
- Lil Rel Howery – Uteč
- Jamie Foxx – Baby Driver

### Nejlepší herečka ve vedlejší roli
Tiffany Haddish – Girls Trip
- Tessa Thompson – Thor: Ragnarok
- Betty Gabriel – Uteč
- Mary J. Blige – Mudbound
- Octavia Spencer – Tvář vody

### Nejlepší dokument
Step
- Chasing Trane: The John Coltrane Documentary
- Let It Fall: Los Angeles 1982-1992
- Strong Island
- Čí jsou ulice?

### Nejlepší cizojazyčný film
Rána
- Félicité
- Kati Kati

### Nejlepší hlas
Vin Diesel – Strážci Galaxie Vol. 2
- Kevin Hart – Kapitán Bombarďák ve filmu
- Jenifer Lewis – Auta 3
- Maya Rudolph – Emoji ve filmu
- Maya Rudolph – Velká oříšková loupež 2

### Nejlepší skladatel
Michael Abels – Uteč
- James Newton Howard – Detroit
- David Newman – Girls Trip
- Roger Suen – Gook
- Marcus Miller – Marshall

### Nejlepší filmová píseň
„Mighty River“ – Mudbound
- La Vie Magnifique De Charlie
- „Stand Up for Something“ – Mashall
- „Jump“ – Step

### Nejlepší obsazení
Mudbound
- Girls Trip
- Marshall
- Detroit
- Uteč

### Nejlepší filmař
Jordan Peele – Uteč
- Malik Vitthal – Imperial Dreams
- Margaret Beets – Novitiate
- J.D. Dillard – Sleight
- Damon Davis a Sabaah Folayan – Čí jsou ulice?

### Nejlepší první scénář
Margaret Beets – Novitiate
- Malik Vitthal a Ismet Prcic – Imperial Dreams
- J.D. Dillard a Alex Theurer – Sleight
- Gerard McMurray a Christine T. Berg – Burning Sands
- Caroline Jules – Tourments d'amour

### Objev roku – herečka
Tiffany Haddish – Girls Trip
- Natalie Paul – Crown Heights
- Mary J. Blige – Mudbound
- Jessica Williams – The Incredible Jessica James
- Betty Gabriel – Uteč

### Objev roku – herec
Daniel Kaluuya – Uteč
- Nnamdi Asomugha – Crown Heights
- J. Quinton Johnson – Poslední mise
- Sterling K. Brown – Marshall
- LilRel Howery – Uteč

### Nejlepší nezávislý dokument
Stanley Nelson – Tell Them We Are Rising: The Story of Black Colleges and Universities
- Dr. Gillian Scott-Ward – Back to Natural: A Documentary Film
- Jonathan Olshefski – Quest
- Donna Read a Donna Roberts –Yemanja Wisdom from the African Heart of Brazil

### Nejlepší nezávislý film
Matt Ruskin – Crown Heights
- Malik Vitthal – Imperial Dreams
- Gerard McMurray – Burning Sands
- Justin Chon – Gook
- Jim Strouse – The Incredible Jessica Jones

### Nejlepší nezávislý krátkometrážní film
J.D. Walker – Oscar Micheaux
- Nathan Hale Williams – 90 Days
- Halima Lucas – Amelia's Closet
- Kenrick Prince – Gema
- Stefon Briston – See Your Yesterday

### Speciální ocenění
- Celoživotní ocenění: Spike Lee, Oprah Winfrey a Cicely Tyson